# Jardín Botánico de Atlanta
El Jardín Botánico de Atlanta en inglés: Atlanta Botanical Garden es un jardín botánico de 12 hectáreas (30 acres) de extensión situado junto al Piedmont Park en el centro de Atlanta, Georgia, EE. UU.
Está administrado por una sociedad privada sin ánimo de lucro, la «Atlanta Botanical Garden, Inc.», cuya misión es la de desarrollar y mantener las colecciones de plantas para la exhibición, la educación, la investigación, la conservación y el disfrute del público en general. 
El código de identificación del Atlanta Botanical Garden como miembro del "Botanic Gardens Conservation Internacional" (BGCI), así como las siglas de su herbario es ATLAN.

## Localización
Atlanta Botanical Garden, 1345 Piedmont Ave, NE, Atlanta, Atlanta DeKalb county, Georgia GA 30309-3366 United States of America-Estados Unidos de América
Planos y vistas satelitales.33°47′31″N 84°22′27″O / 33.79194, -84.37417
- Altitud: 805.00 m s. n. m.
- Promedio Anual de Lluvia: 800 mm
- Área Total Bajo Cristal: 800 metros
- Área Total Bajo Sombra: 100 metros

Está en ejecución un jardín botánico satélite (en el que se incluye un arboreto): «Smithgall Woodland Garden», en Gainesville, Georgia, EUA 185- acres (75 hectáreas) y se proyecta su apertura en 2009 

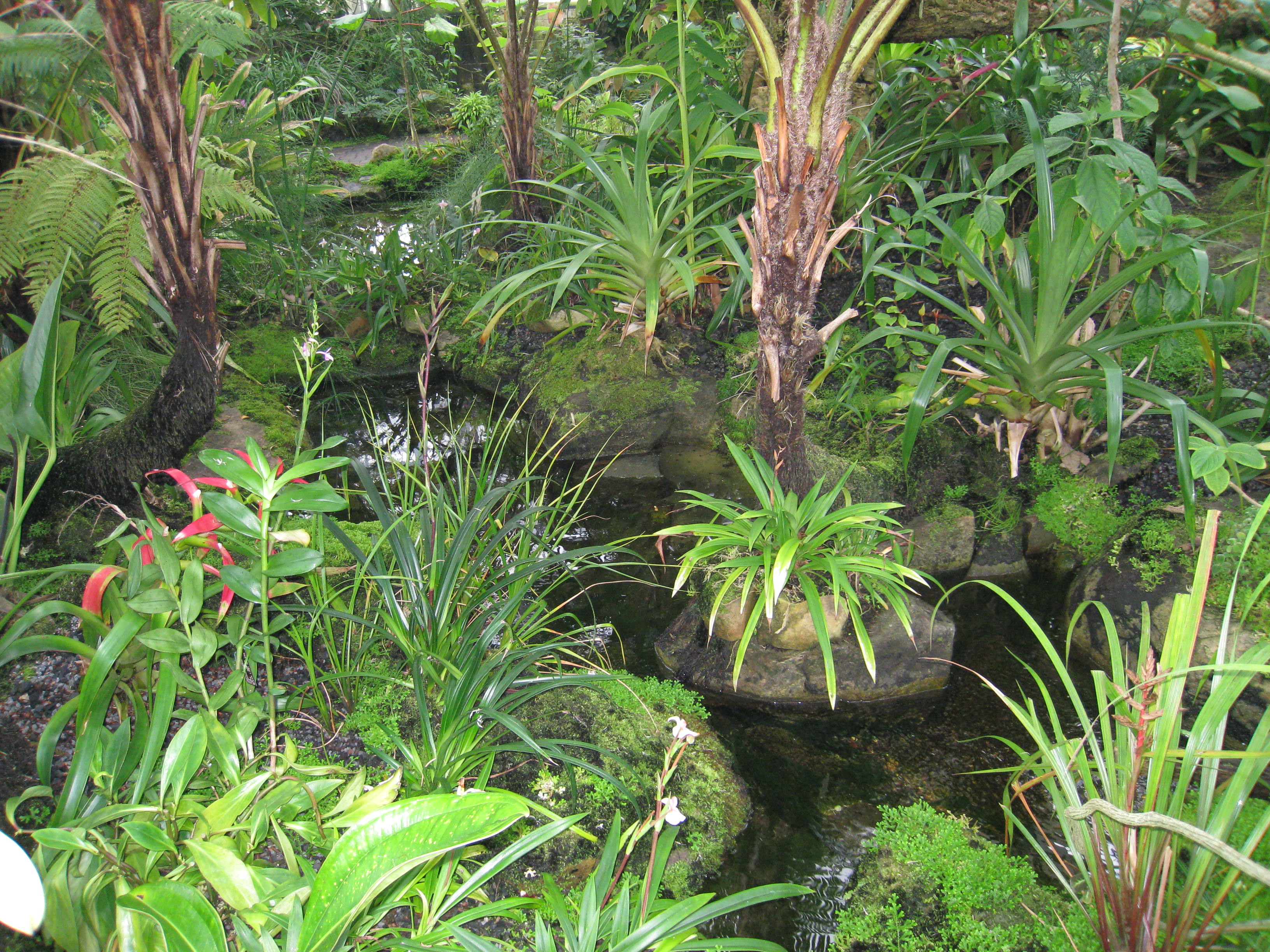
Vista interior del invernadero.

## Historia
El Atlanta Botanical Garden, Inc. fue creado en 1976, y en 1985, el Atlanta Botanical Garden edificó su primera estructura permanente, el «Gardenhouse». El «Children's Garden» fue creado en 1999. 
El Fuqua Conservatory fue abierto al público en 1989 y en 2002 se añadió el Fuqua Orchid Center.
Las exposiciones impactantes en la temporada de verano comenzaron en el año 2003 con la denominada « TREEmendous TREEhouses ». 
«Chihuly in the Garden» tuvo lugar en 2004 con una representación de arte en cristal, mientras que en el 2005 fue la de « Locomotion in the Garden » con maquetas y modelismo de trenes. 
El 29 de abril, del 2006, abrió al público una muestra de la esculturas de Niki de Saint Phalle, las piezas procedían de Francia, Alemania, y California. 
En el 2007 fue la de « David Rogers' Big Bugs and Killer Plants ». 

## Colecciones
El jardín presenta varios ambientes para mostrar toda la gran variedad de plantas que posee:

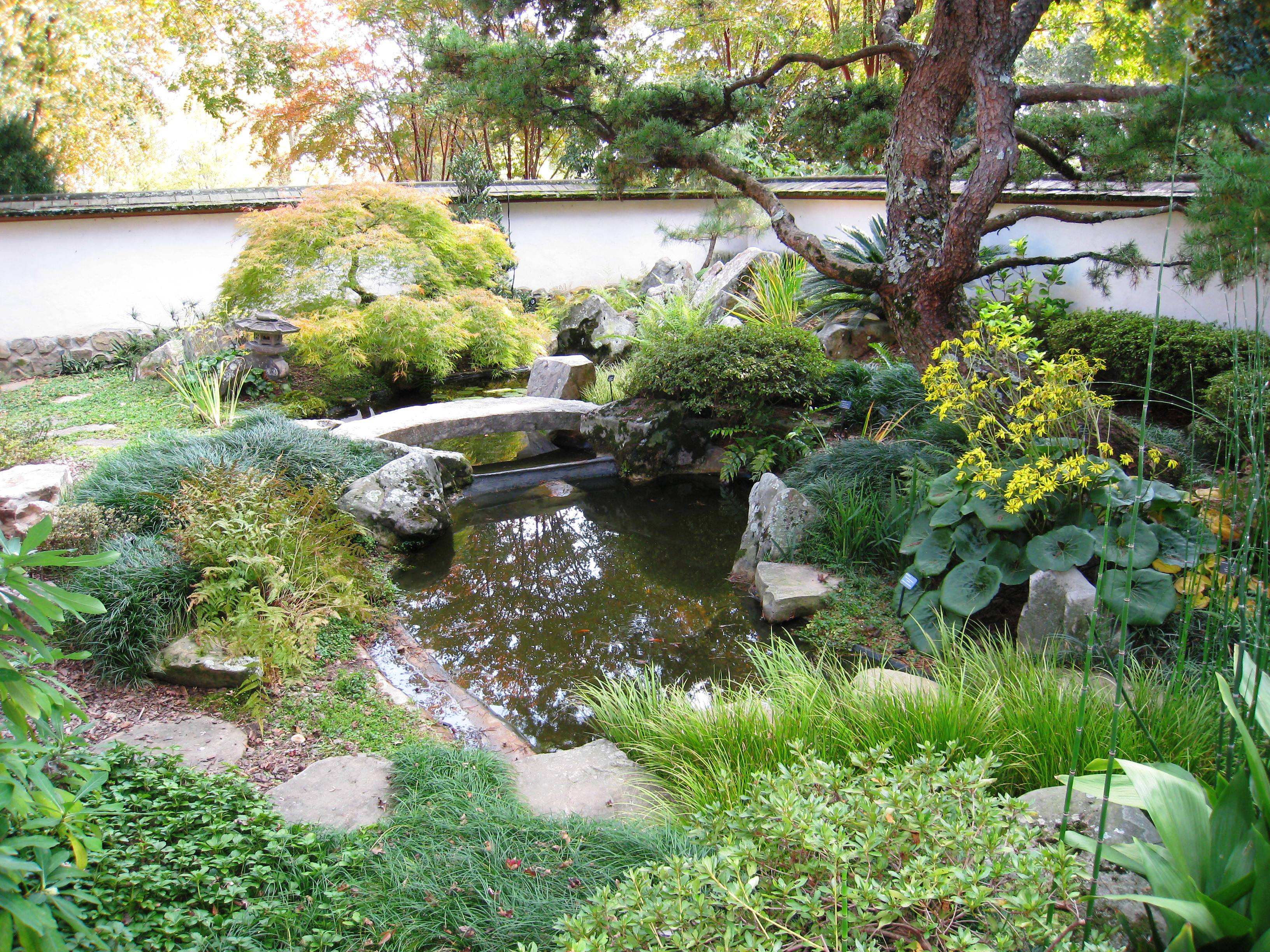
Jardín japonés.

- Jardín japonés, cerca de la entrada donde se sitúan los jardines formales adyacente a la rosaleda.
- Arboreto, con dos áreas de arbolado, una de 5 acres de árboles de tierras altas y otra de 10 acres de grandes árboles maderables de interés económico, además las flores y plantas de sombra acompañantes.
- « Dorothy Chapman Fuqua Conservatory » Invernaderos que albergan colecciones de plantas de las selvas tropicales y de desiertos. Plantas de Nueva Caledonia, Borneo y Sumatra, así como plantas de la selva espinosa de Madagascar. Aquí también se encuentra la colección a nivel nacional de Sarracenia. El invernadero tropical del Fuqua Conservatory está poblado de aves, tortugas, y exhibiciones de ranas venenosas (Los esfuerzos de colaboración entre el Atlanta Botanical Garden y el Zoo Atlanta se pueden observar en el sitiowww.saveafrog.org).
- « Fuqua Orchid Center », se encuentra adyacente al invernadero principal y consta de dos espacios de distintas temperaturas y humedades simulando las zonas de trópicos y la selva de niebla de grandes alturas, para albergar orquídeas raras de todo el mundo. Alberga la mayor colección permanente de orquídeas de los EE. UU., siendo el conservador a nivel nacional de la colección de las especies del género Phalaenopsis.
- Palmas tanto tropicales como resistentes
- Coníferas, tropicales y resistentes,
- Colecciones de Hydrangea, Hemerocallis, Iris, Jasminium, Viburnum,
- Jardín de los niños, ofrece esculturas infantiles, las fuentes, y los objetos expuestos dirigidos a interpretar la botánica, ecología, y nutrición.

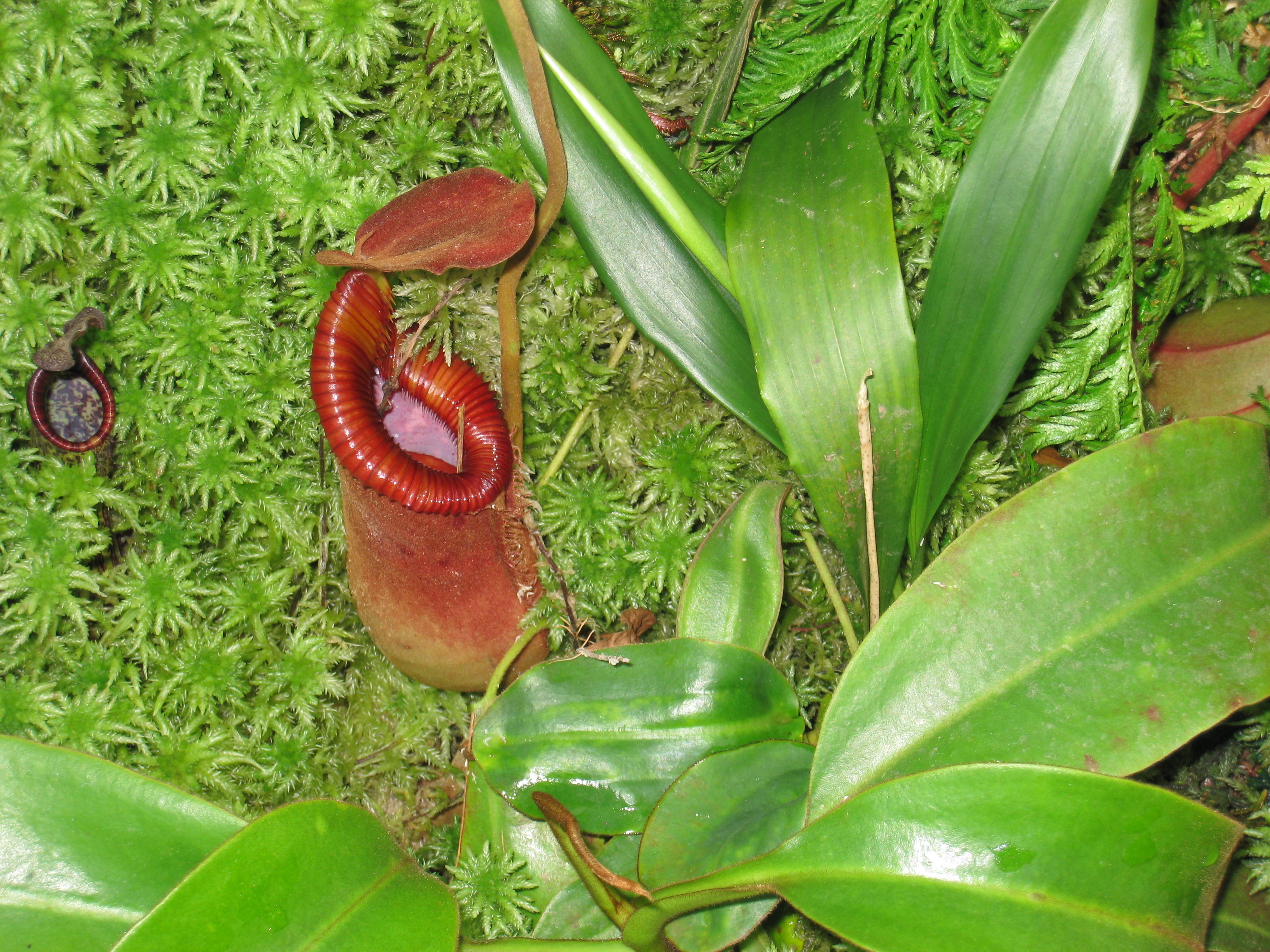
Nepenthes en el Jardín Botánico de Atlanta.

## Actividades
- Programas de Conservación
- Programas de Plantas Medicinales
- Programas de Conservación Ex Situ
- Programas de Reintrodución de especies amenazadas
- Exposiciones de Arte, (Una exhibición de arte en cristal de Dale Chihuly denominada "Chihuly in the Garden", estuvo desde finales de abril hasta el 31 de diciembre, del 2004. Durante los ocho meses se contabilizaron unos 425,000 visitantes. El promedio diario de unos 7500 fue el doble de las visitas diarias de un día de visitantes récord sin exhibición).